# Ferdynand Portugalski (hrabia Flandrii)

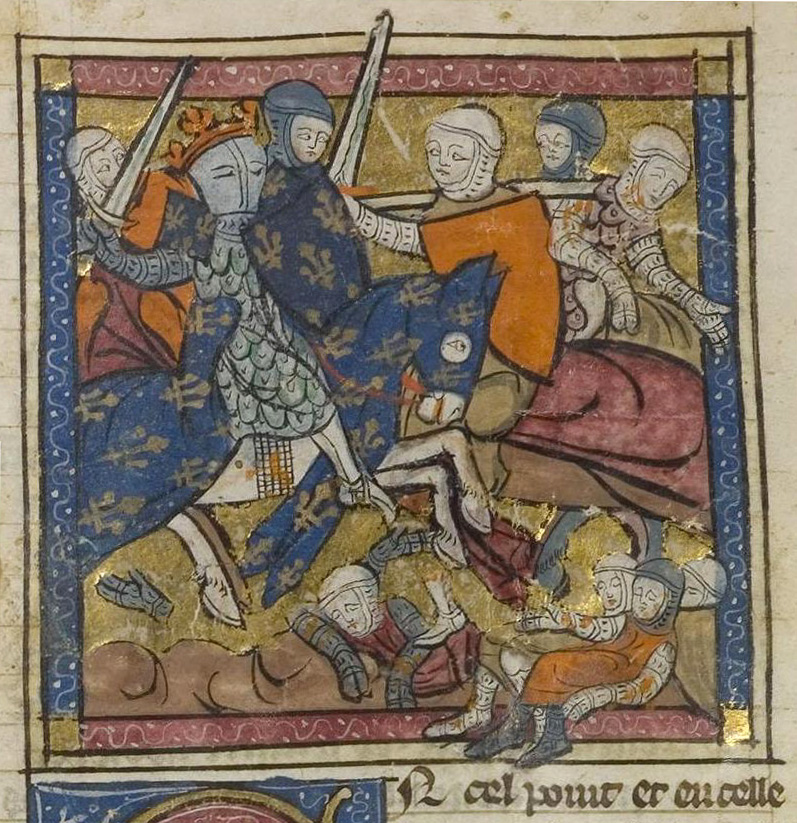
Bitwa pod Bouvines

Ferdynand Portugalski (port. Fernando; starofrancuski Ferrand) (ur. 24 marca 1188, zm. 27 lipca 1233 w Noyon) – infant portugalski, szóste dziecko króla Sancha I i Dulce Berenguer. Był hrabią Flandrii dzięki małżeństwu z Joanną Flandryjską (spowinowaconą z ciotką Ferdynanda, Teresą), starszą córką cesarza łacińskiego Baldwina.
Ferdynand poślubił Joannę w styczniu 1212 roku w Paryżu. W tym czasie młoda hrabina wraz z siostrą przebywała w niewoli u króla Francji, Filipa II, co miało być sposobem na podporządkowanie sobie Flandrii, po śmierci ojca Joanny, Baldwina. Filip zezwolił  na to małżeństwo, licząc na to, że zdobędzie uległego wasala. Po złożeniu przysięgi wierności, Ferdynand i Joanna, wyruszyli do Flandrii. Po przybyciu na miejsce mieszczaństwo, które było zagorzałym przeciwnikiem władzy Filipa II, namówiło Ferdynanda do związania się z wrogami króla Francji: królem Anglii Janem bez Ziemi i cesarzem Otto IV.
Zapoczątkowało to wojnę między Francją a sprzymierzeńcami Ferdynanda. Hrabia, u boku cesarza, brał udział w przegranej bitwie pod Bouvines 27 lipca 1214 r., gdzie dostał się do niewoli, w której spędził dwanaście lat. W tym czasie Flandrią rządziła Joanna. Jej panowanie upłynęło pod znakiem konfliktu z młodszą siostrą Małgorzatą, wojny domowej i klęski głodu. Ferdynand powrócił z niewoli dopiero w 1226 r. po podpisaniu układu w Melun, w którym uznał zwierzchnictwo króla Francji.